# Obelophorus terebratus
Obelophorus terebratus är en tvåvingeart som först beskrevs av Macquart 1850.  Obelophorus terebratus ingår i släktet Obelophorus och familjen rovflugor. Inga underarter finns listade i Catalogue of Life.